# Ayumu Nagato
Ayumu Nagato (født 25. december 1997) er en japansk fodboldspiller, som spiller for den japanske fodboldklub Montedio Yamagata.